# 查理曼
查理曼（法語：Charlemagne，742年4月2日—814年1月28日），或稱查理大帝（法語：Charles-le-magne），是一位歐洲中世紀早期的法蘭克国王和卡洛林帝國皇帝，屬於法蘭克王國的第二個朝代卡洛林王朝，统治時間為768年－814年。
查理曼是矮子丕平最年長的兒子，在768年丕平去世後繼承王位。起初，查理曼與他的弟弟卡洛曼一世共同管治王国。卡洛曼一世在771年突然無故去世，令查理曼成為法蘭克王国獨一無二的统治者。他繼續了父親的傾向教宗的外交政策及成为教宗的保護國，將倫巴底人的勢力驅逐出北意大利及領導入侵穆斯林的伊比利半島。他也攻擊東方的撒克逊人，強迫他們皈依天主教，否則處決，他也参與了費爾登大屠杀的策划。查理曼在800年的聖诞節受教宗良三世於罗马圣伯多禄大殿加冕為「羅馬人的皇帝」、「文明的啟導者」，權力达到了巅峰。
自羅馬帝国以來，查理曼首度統一了西歐大部分地區，為後世的法国、德国以及低地諸國作為一個政治實體奠下了基石。他在768年登上法兰克王国王位及在774年取得伦巴第国王的頭銜。自800年起，為羅馬人的皇帝，是西欧自西羅馬帝國覆亡三個世纪後的首位受教宗認可的皇帝。其所建立的大法蘭克被稱為加洛林帝國。自此被稱為「歐洲之父」（拉丁語：Pater Europae）。查理曼的统治帶動了卡洛林文藝復興，是西方教會一段文學、藝術、宗教典籍、建築、法律哲學的興盛時期，被稱為是「歐洲的第一次覺醒」。因為其功績顯著，導致後世所有的神聖羅馬皇帝、法国君主和德国君主都認為是傳承自查理曼統治下的法蘭克帝國。
東正教視查理曼為一位不正統的君主，這是由于他對和子說的支持，以及只是受羅馬主教（即教宗）指定為合法的羅馬皇帝，東正教認定伊琳娜女皇才是羅馬正统。這也成為1054年東西教會大分裂的主因之一。
查理曼於814年去世。他被安葬於亞琛帝國自由市的亞琛主教座堂，该城現在處於德國境內。他在生時有四段婚姻及生有三位合法兒子，但只有幼子虔诚者路易存活下來繼承他的帝国。
查理曼是扑克牌紅心K与法国塔罗牌上的人物。

## 中文譯名
華語中流行的譯名「查理曼大帝」被部份人認為是法文的錯譯，因為法文查理曼的「曼」字（法語：-magne）由拉丁语「伟大的」（拉丁語：magnus）演变而来，本身已含有「大帝」的意思。

## 生平

### 出生與成長
查理曼于742年4月2日出生在法兰克王国埃斯塔勒市一个贵族家庭。
祖父鐵鎚查理是法兰克王国墨洛温王朝的宮相。
父亲丕平三世（矮子丕平）繼任宮相，在教宗的支持下篡位，废黜墨洛温王朝末代國王希得利三世，取而代之，创立了加洛林王朝。查理继任后继续与教宗保持联盟关系。
生母贝特拉达一直与查理同住到老年。死后，被安葬在丕平三世埋骨的圣德尼大教堂里，备极哀荣。
胞妹吉斯拉，早查理几年死于她在其中度过一生的修道院里。

### 取得倫巴底的王位
丕平在768年病逝後，查理曼與弟弟卡洛曼一世在10月9日分別繼承了法兰克王国的努瓦永和苏瓦松兩片領土。771年12月4日，卡洛曼一世去世，查理將苏瓦松纳入其统治，卡洛曼的遗孀偕同其儿子與部分贵族逃往意大利，投靠倫巴底国王德西德里烏斯。773年，德西德里烏斯入侵教宗国，查理应教宗哈德良一世的请求參戰，並戰勝德西德里烏斯的軍隊；帕維亞於774年6月陷落，倫巴底國王德西德里烏斯被俘。查理取得倫巴底的王位，亦象徵着倫巴底人在義大利的統治的結束及卡洛曼一世剩余勢力的消亡。

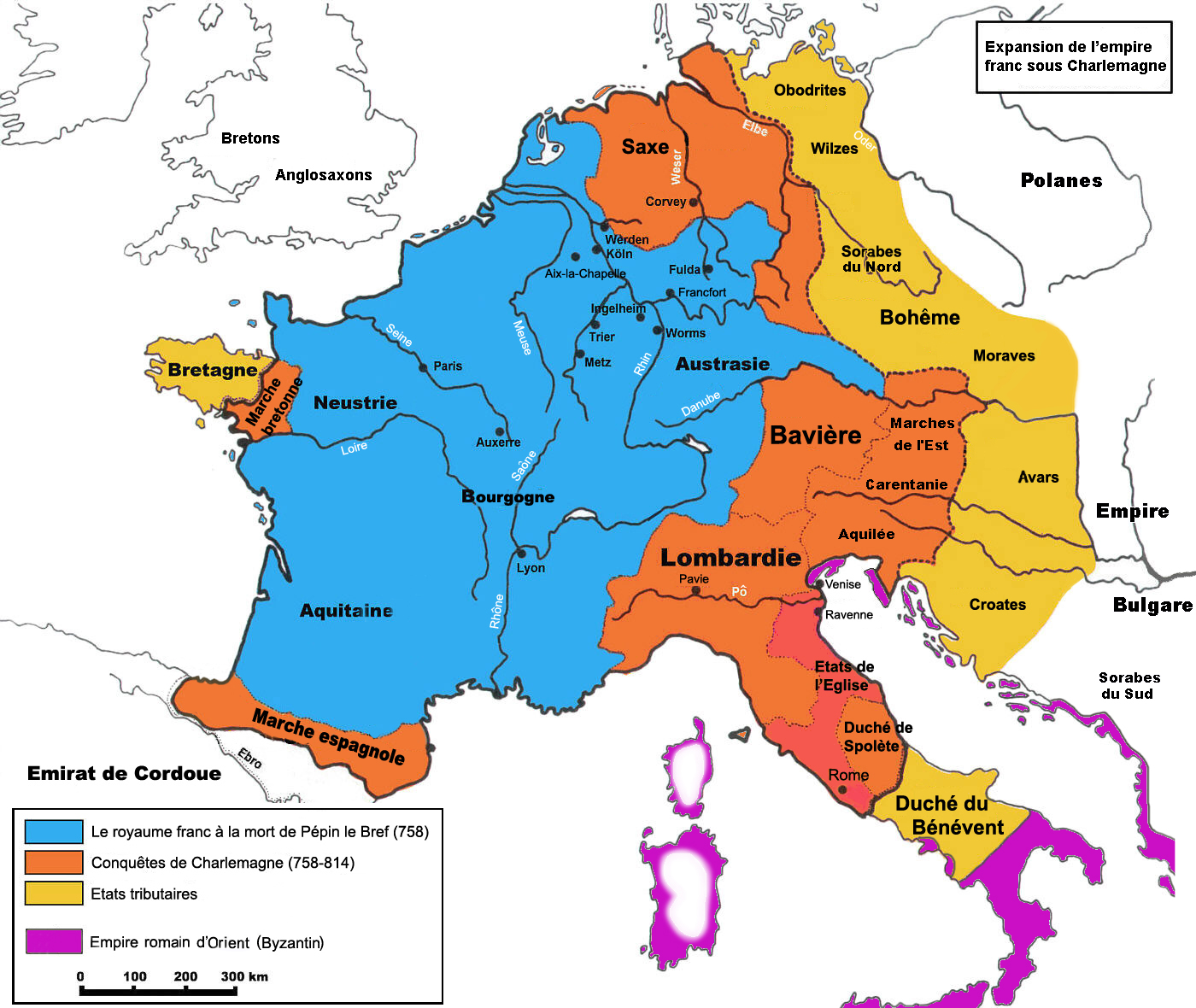
查理曼几乎统治了整个西欧

### 擴張至撒克逊人地區
在查理以前，法兰克王国的疆土只限于高卢的一部分，查理通过各次战争，领土几乎扩大了一倍。自从西罗马帝国衰亡以来，欧洲还没有一个国家控制过这么广阔的疆土。征服的地域有：阿基坦和加斯克涅、整个比利牛斯山脉、直至埃布罗河为止的伊比利亚；从奥古斯塔到普利亚的意大利；萨克森，是日耳曼尼亚相当大的一部分；多瑙河一边的潘诺尼亚和达西亚二省，还有希斯特里亚、利布尔尼亚和达尔马提亚。沿海城市除外；莱茵河、维斯杜拉河、大西洋、多瑙河之间的各部族，主要有维拉塔比人、索拉布人、阿博德里提人和波希米亚人。相当于今天的法国、瑞士、荷兰、卢森堡、比利时、奥地利以及德国、意大利、西班牙的加泰罗尼亚地区、克罗地亚、波希米亚、匈牙利等大部分地区。
公元772年起，查理在三十三年內对撒克逊人发动過八次戰役，將撒克遜纳入到法蘭克王國，爲日耳曼尼亚作為一個政治實體奠下基石。
778年的危機激發了查理的第二部重大律令改革《賀斯塔律令》，這次則產生了789年的《大誥》。這部篇幅長且極重要的文件非常強調神職人員必須服從遵守教會的法規，它大部分的條文都是以被稱為《狄奧尼西歐——哈德良》的教會法規集所收錄的文字為基礎。这部法規集是查理在774年由意大利攜回的，但是查理的律令觸及到更深更廣的內涵，幾乎等於是天主教徒原則的一項宣示，以和平、平等、和諧等等原則，當作轉化社會的基礎。

### 南征穆斯林西班牙
778年，查理率大军翻越比利牛斯山脉，南征西班牙的穆斯林國家安达卢斯。 779年的郎塞瓦尔峡谷战役中，他的侄子罗兰侯爵反对议和，主和派的盖内隆与敌勾结並將其暗殺，查理率大军返回战场时，发现罗兰和所有同伴都已战死。这次战事被写入法兰西民族史诗《罗兰之歌》。也有指以上是《羅蘭之歌》歪曲的歷史，罗兰侯爵是死於巴斯克人的襲擊。
781年，查理的兒子丕平，接受教宗的膏禮成為伦巴底的國王。查理的父亲丕平三世曾发起過对阿基坦的征伐但不成功，直到查理曼時才成功征服阿基坦，後來卢普斯和胡诺尔德所管辖的省份遂归于查理统治之下。781年，查理让自己的儿子虔诚者路易當阿基坦国王。

### 东罗马帝國的入侵
查理和君士坦丁堡的關係在787年到788年之間瓦解，东罗马帝國的軍隊在788年底大舉入侵意大利南部地區。巴伐利亚公爵泰西罗的妻子，是早先被查理放逐的伦巴底国王狄西德里乌斯的女儿，想要借丈夫为父亲报仇。泰西罗勾结阿瓦尔人向查理挑战，至787年爆发战争。查理很快就赢得了战争，派伯爵代替泰西罗统治巴伐利亚。
788年底，查理到達雷根斯堡，任命了前妻希尔迪加尔德（Hildegard）的兄弟格洛德（Gerold）為巴伐利亞的總督。789年，他在易北河以東征戰，迫使威爾齊德（Wiltzite）的斯拉夫人投降；這一支斯拉夫人和斯拉夫的奧博特人（Slavic Abodrites）一樣，一直敵視法蘭克。

### 对阿瓦尔人的战争
阿瓦尔人大約在557年左右迁徙到潘诺尼亚地區（Pannonia，大体包括今天的匈牙利西部和奧地利東部），其勢力在隨後的數十年之間達到頂峰，控制了整個巴爾幹，有眾多的西斯拉夫人附庸。阿瓦尔人在626年进攻君士坦丁堡失敗，其後阿瓦尔分崩離析。
790年，查理派遣軍隊至巴伐利亞抵禦阿瓦尔人，後來意大利部隊在8月底重創了阿瓦尔人，阿瓦尔人在多瑙河兩岸的軍隊棄守潰逃，查理占领了多瑙河中游平原。791年的戰敗引發阿瓦尔的內戰，造成克汗（Khagan）與諸古（jugur）兩位阿瓦尔人領袖的死亡。約在795到796年之間，阿瓦尔人領袖圖頓（tudun）帶領隨從抵達亞琛（Aachen）向查理曼宣降，並且受洗為天主教徒；當弗里烏利公爵艾力克的軍隊在795年進入多瑙河和提薩河之間的克汗宮殿時，沒有再遇到任何抵抗。艾力克公爵將他在克汗宮殿所掠奪而來的寶物送給查理，查理其後將這批寶物轉給天主教會及各地的天主教徒。
792年，驼背丕平和法兰克贵族策划了對查理的暗殺，事败后丕平被監禁在修道院，直至810年去世，伯纳德继承其父在意大利的王位。795年，設立西班牙邊區。在797年及798至799年間，當時巴伐利亞的總督格洛德被殺。802到803年之間，阿瓦尔人因斯拉夫人的威胁而尋求查理的支持。東部的各國區域雖然臣服於查理，但仍然受到當地君主的統治，天主教會在當地並沒有進行主要的傳教活動。另外一支亞洲民族馬札尔人（Magyars），在九世紀（896年）的時候遷移進入該地，他們對西歐地區所帶來的煩惱，並不亚於柔然人對東歐所造成的驚擾。
另外，为了應付维京人的威胁，查理建立了一支舰队。不久维京人領袖戈特夫里德被自己的儿子所杀，维京人的威胁得以解除。

### 加冕爲帝

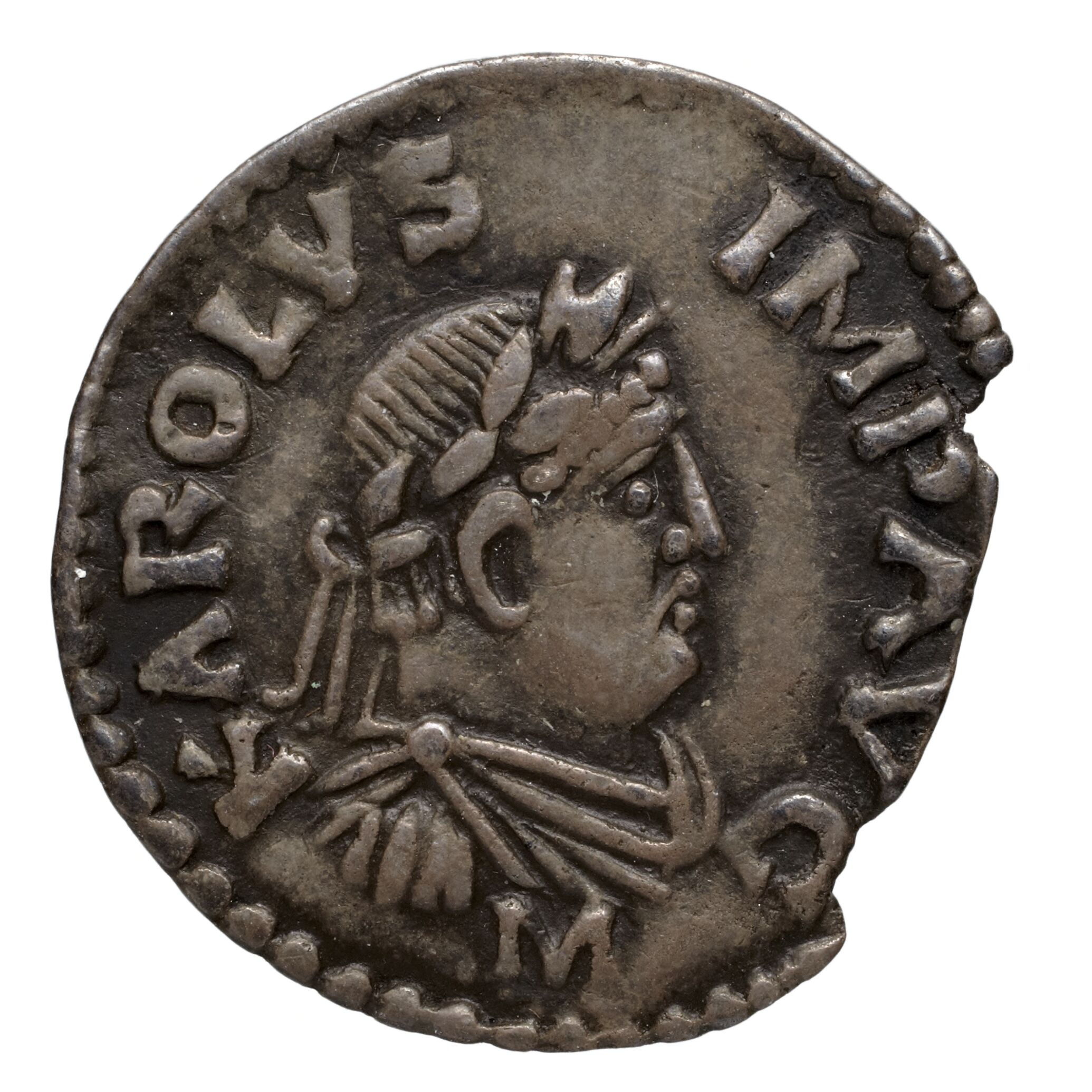
钱币上的查理曼

799年，羅馬發生贵族叛乱，教宗良三世逃出罗马投靠查理。800年，查理率兵进入罗马镇压叛乱，恢复了教宗聖座。800年12月25日，查理曼在罗马聖伯多祿大殿受良三世加冕爲「罗马人的皇帝」，成为西罗马帝国的继承人和天主教世界的保护者。
801年，查理曼趁著摩爾人內亂無暇顧及邊疆之時，偷襲他們，攻占了巴塞罗那，占领埃布罗河以北地区。

### 病亡

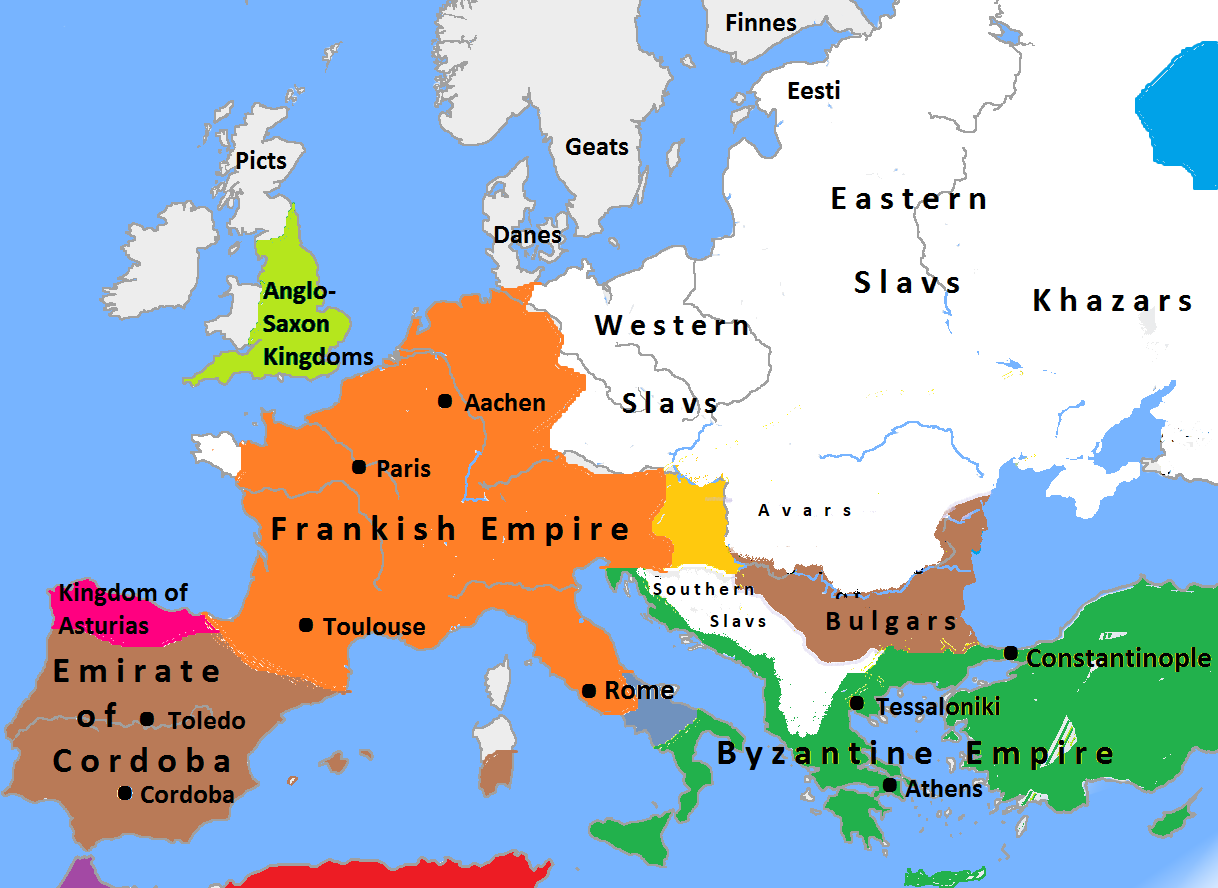
查理曼814年過世時的歐洲

查理曼的次子小查理在811年去世，于是查理曼在813年9月於亞琛加冕路易一世為皇帝。查理一生都不肯把他的女儿们嫁出去，这一点令人感到费解和猜测。
814年冬，天气相当寒冷，查理曼感染风寒。1月28日，在首都亚琛宫中逝世，时年72岁。查理一生娶过五个妻子。766年娶赫罗特鲁德，生有兒子丕平四世，后因政治和宗教原因解除婚约。（767年－813年）。768年奉母命娶伦巴底國王德西德里乌斯的女儿德西德拉塔，771年离婚，这也导致了773年的意大利战争和其后伦巴底王国的覆灭。771年娶出身于士瓦本的希尔迪加尔德，生有九个孩子，包括——小查理、丕平露·卡洛曼和路易一世。784年娶日耳曼人法斯特拉达，她是一个残暴的人。794年法斯特拉达死，又娶阿勒曼尼族的柳特加尔德，无子女。另外他还有过五个侍妾。

### 帝国分裂
查理曼死后不久，帝国就出现了分裂。843年，他的三个孙子分家，各自稱王，帝国一分为三。东法兰克王国成了以后的神圣罗马帝国，西法兰克王国成了以后的法兰西王国，中法兰克王国之后则被西法兰克王国和东法兰克王国瓜分。

## 流行文化

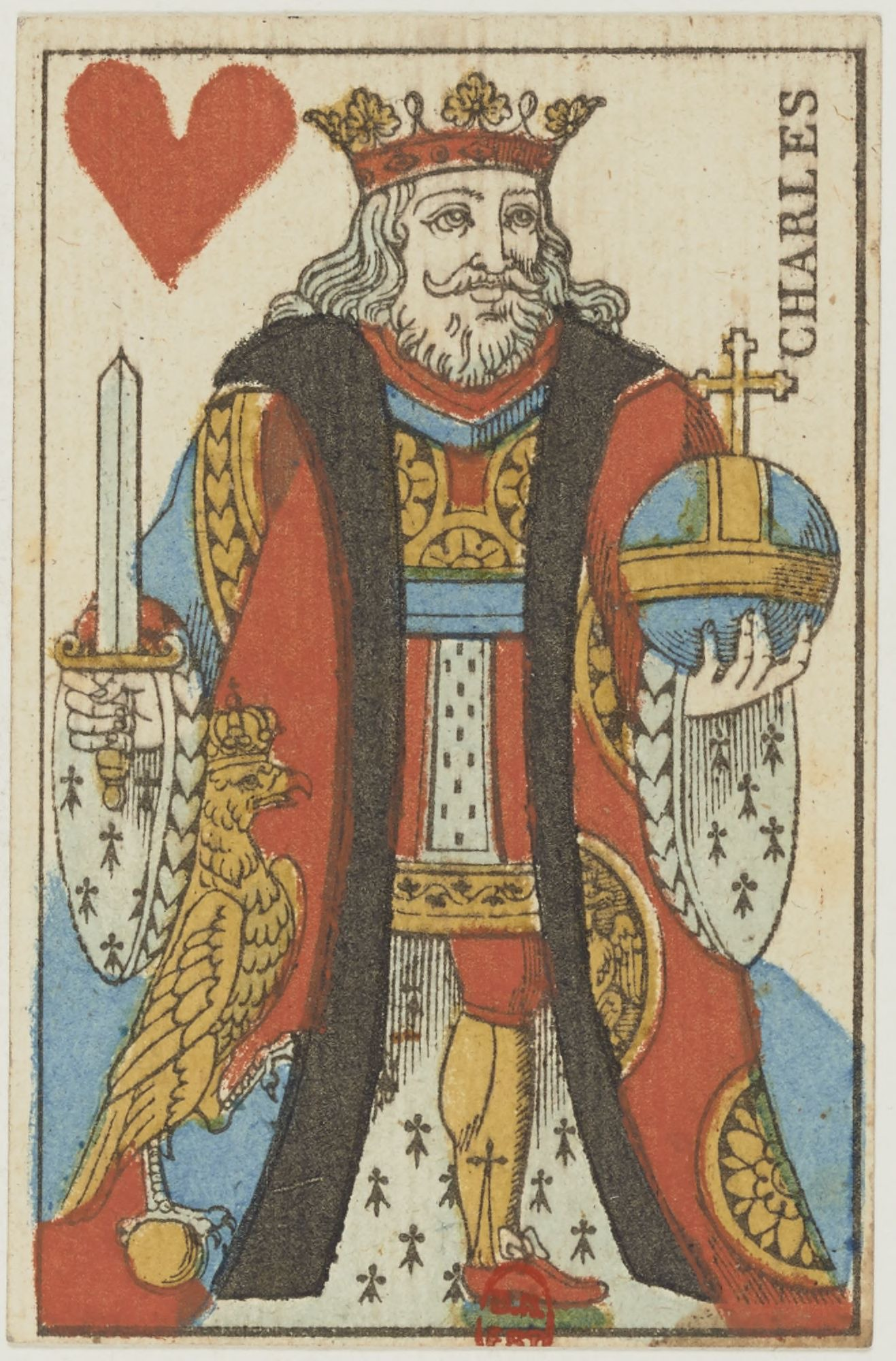
巴黎式撲克牌的紅桃K

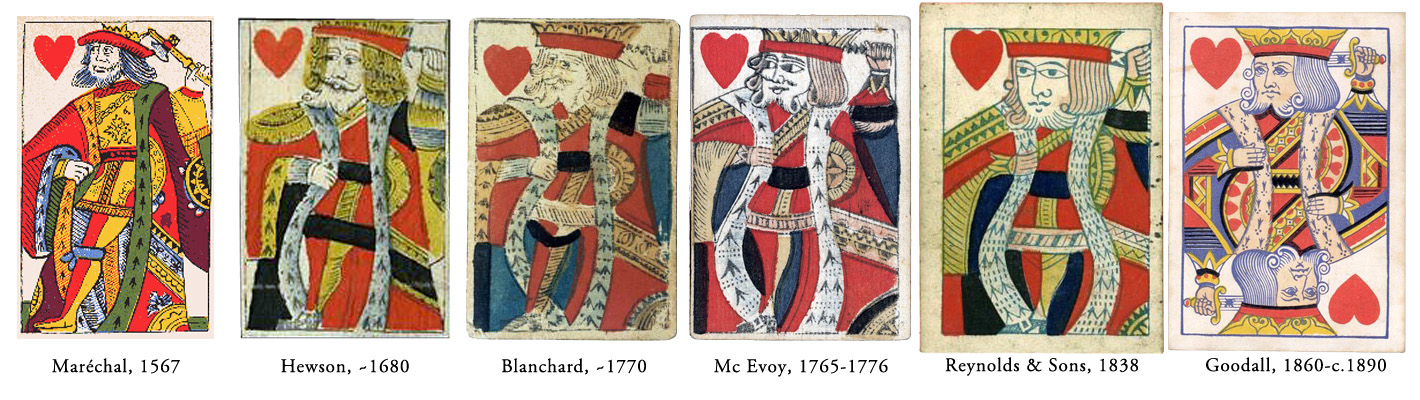
盧昂式撲克牌紅桃K的演變

- 撲克牌上的紅桃K（或稱紅心K），其頭髮向內卷，把劍舉在頭後。最早刻像時，工匠不小心把他上唇的鬍子刮掉了。從此印紅桃國王牌都以此為標本。因而只有紅桃才有沒有兩撇鬍子的國王牌。[10][11]
- 查理曼在2018年的遊戲《Fate/EXTELLA LINK》中分別以Saber和Ruler職階登場。
- 《Fate/Grand Order》（手機遊戲）在2022年6月正式實裝，以Saber職階登場。與《Fate/EXTELLA LINK》同樣寶具是『揭示王威，踏遍世間的十二輝劍（Joyeuse Ordre）』；声优：木村良平[12]

## 注腳
1. ↑  此一譯法是法文的錯譯，「曼」字本身便已含有「大帝」的意思。應譯作「查理大帝」，或把该詞音譯作「查理曼」。
2. ↑  塔西羅、阿瓦尔人、貝內文托，以及东罗马帝国極有可能攜手合作，而AKF似乎也肯定這個說法，他們還握有塔西羅的倫巴底妻子麗特珮嘉（Liutperga）。她有仇恨查理的充分理由，他不但休掉她的妹妹，還將她的父親逐出王位；她的另外一個姊姊阿德珮嘉（Adelperga）是貝內文公爵的遺孀，也要求帝國出兵；她的兄長阿德奇斯（Adelchis）是东罗马帝国的軍中的一個主要人物；而且倫巴底王国和阿瓦尔人素來維持友好的關係。但是，阿瓦尔人出師不利，當他們大舉增援時又再一次被擊潰。787年到788年間查理和君士坦丁堡關係的瓦解，是由於785到786年的陰謀。
3. ↑  这是根据英文維基的资料，把驼背丕平列为正出长子的。在（法兰克）艾因哈德、圣高尔修道院僧侣，《查理大帝传》，中译者序言，1996，北京，商务印书馆，ISBN 7-100-02032-8，87页，圣高尔修道院僧侣写到“这个儿子为一个侍妾所生”，也许是因为这个妻子最后取消了婚约的缘故。他被冠以祖父丕平的名字，也表明不会是庶出的儿子。有待考证。